# Sebő Ágota
Sebő Ágota (Budapest, 1934. május 7. –) Európa-bajnok úszó

## Sportpályafutása
1948-ban kezdett úszni. Pályafutása során a Neményi MADISZ SE, majd a BVSC (korábban Bp. Lokomotív majd Törekvés néven) sportolója volt. Edzője Sárosi Imre mesteredző volt. Számos magyar bajnokságot nyert, majd 1954-ben Torinóban két Európa-bajnoki aranyat szerzett (négyszáz női gyorson 5.14 mp eredménnyel, valamint a 4 × 100 gyorsváltó tagjaként (Gyenge Valéria, Sebő Ágota, Szőke Katalin, Temes Judit)). Az 1957-es párizsi Főiskolai Világbajnokságon két második helyezést ért el (100 női gyors, 400 női gyors)
1958-tól, az úszópályafutásának befejezése után - villamosmérnökként - az Újpesti Dózsa utánpótlás edzője volt. Majd 1966-tól az öttusa válogatott keret úszóedzője. (Eredmények: Balczó András számos világbajnokság, 1964: Török Ferenc olimpiai bajnok, 1968 Mexikó: Török, Balczó, Móna összeállítású csapat olimpiai aranyérmes.)
1981-től 1990-ig a BVSC úszó-szakosztályának volt a vezetője, 1990-től vezetőségi tagja. 1984 és 1988 között volt a Magyar Úszó Szövetség elnökségének tagja. 2004-ben elnyerte az "Örökös bajnok" cimet.
1952-ben érettségizett a Koltói Anna Leánygimnáziumban. A civil életben a MÁV főmunkatársa volt. Férje Almási Miklós akadémikus.

## Rekordjai

### 200 m gyors
- 2:31,6 (1953. május 19., Budapest) ifjúsági országos csúcs (33 m)